# Reep
Das Reep (Plural: die Reepe) bezeichnet in der Seefahrt ein Tau oder eine Trosse.

Die Herstellung erfolgte früher durch das Handwerk der Reepschläger auf den so genannten Reeperbahnen durch Verdrillen dünnerer Seile oder Reepe. 

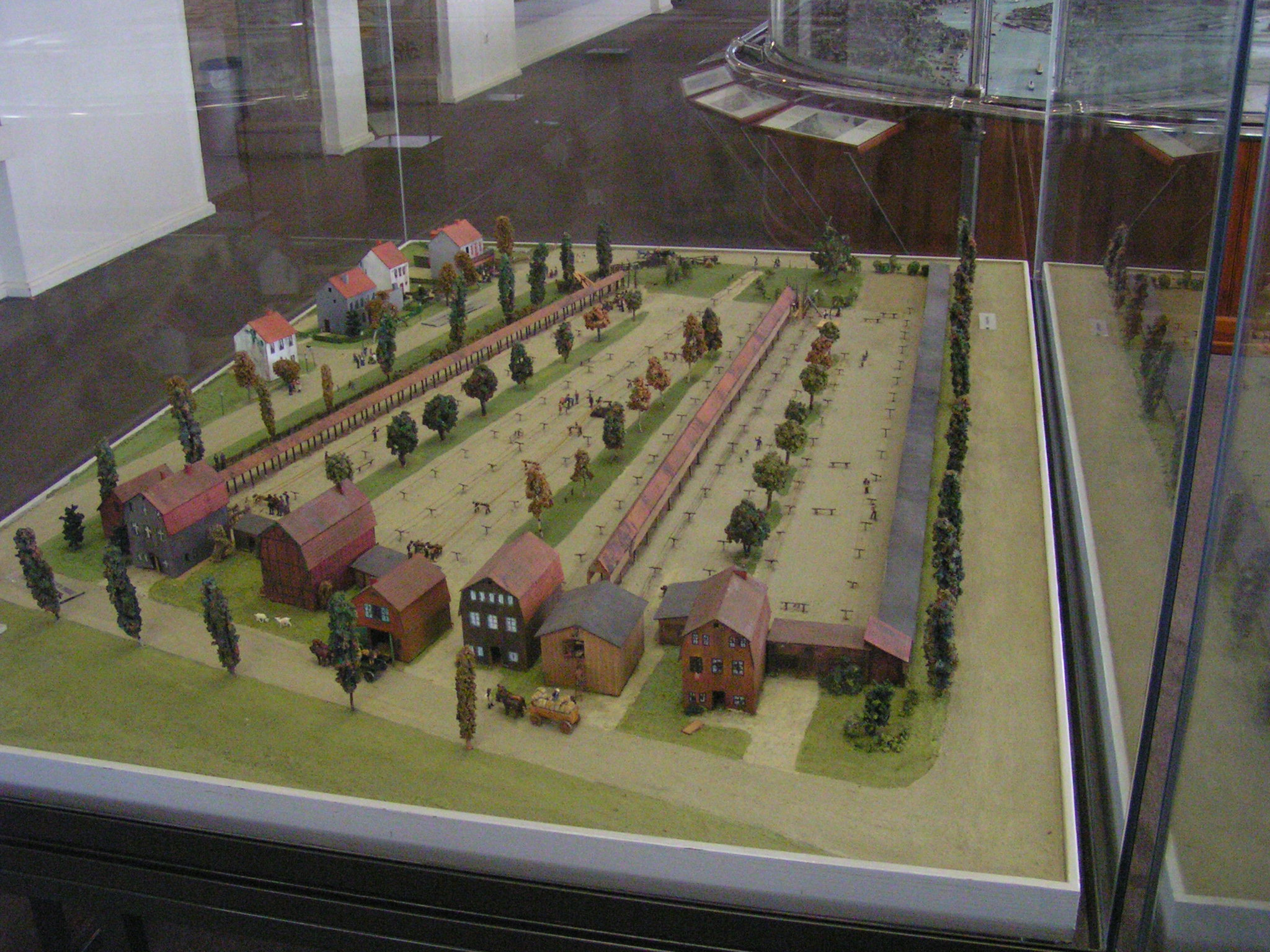
Modell der historischen Reeperbahn (Seilerei) im Museum für Hamburgische Geschichte

Als Material wurde (und wird teilweise heute noch) vor allem Hanf oder Flachs verwendet, ganz früher auch Gewöhnlicher Strandhafer.
Heute wird das Tauwerk überwiegend maschinell aus Kunstfasern hergestellt.

## Etymologie
Fremdwort aus der niedersächsischen Sprache, verwandt mit Engl. rope, Seil; auch Schwedisch rep, Seil.

## Ableitungen
In vielen Städten mit Seefahrt lässt sich das Wort Reeperbahn in Straßen- oder Flurnamen wiederfinden, z. B. in Kiel oder Bremen. Mit Abstand am bekanntesten ist allerdings die zentrale Straße des Hamburger Vergnügungsviertels St. Pauli, die Hamburger Reeperbahn.